# Isocybus bifracticornis
Isocybus bifracticornis är en stekelart som först beskrevs av Zetterstedt 1840.  Isocybus bifracticornis ingår i släktet Isocybus och familjen gallmyggesteklar. Arten är reproducerande i Sverige. Inga underarter finns listade i Catalogue of Life.